# 構造安定
構造安定（こうぞうあんてい、英語: structural stability）とは、力学系において、力学系が小さな摂動で解の挙動が質的には変化しないことを表す概念である。
ある微分方程式や差分方程式が与えられた時、初期値に対する解の変化だけではなく、その微分方程式自体を変化させた時にどのように解が変化するかを知りたい場合がある。特に、自然現象をモデル化する時に、その現象が自然界で安定して存在しているということは、そのダイナミクスが安定であるということを示唆していると考えられ、良いモデル化の条件として考えられた。もっとも、物理学などでよくあるように、系に対称性がある場合などは、構造安定ではない条件が実現されることもある。
解の漸近的な性質を用いて直感的に言えば、構造安定とは、例えばある微分方程式の解が振動現象を再現する時に、その微分方程式に含まれるパラメータが少しだけ変化しても振動解のままであるということである。力学変数で張られる状態空間を考えれば、この系はリミットサイクルアトラクターを持ち、解は輪ゴムのようなループにひきよせられ、ぐるぐると回っている。微分方程式を少し変えてもこの輪ゴムが切れたり点になったりドーナツのようにならず、ただぐにゃりと形を変えるだけなら、構造安定である。
力学系のパラメータを変えていくと、構造安定でないところでは解の位相的な挙動が非連続的に変化する。これを分岐といい、盛んに研究がなされている。

## 数学的な定義
構造安定性の定義は、アンドロノフとポントリャーギンによって与えられた。構造安定とは、力学系の集合を考えたときに、与えられた力学系の十分小さな近傍の力学系が質的に同じふるまいをするということである。したがって、構造安定を定義するためには、力学系の近傍とは何かということと、質的に同じふるまいとは何かということの定義が必要である。
力学系同士の近さを定義するとは、数学的には力学系の集合に位相を入れるということである。力学系がn次元空間におけるベクトル場として与えられた時、そのベクトル場はCr級写像とみなすことができる。n次元のCr級写像全体のなす集合Cr(Rn, Rn) の二点がCkの意味でε近傍に属するとは、0-k階の微分があるノルムにおいてε以内にあるということである。
質的に同じふるまいとは、位相共役であるということである。すなわち、もと力学系の各軌道を、摂動された力学系の各軌道に写す同相写像が存在すればよい。

## 例
例えば、線形力学系においてサドルポイント（鞍点）は構造安定である。構造安定な不動点は、双曲不動点と呼ばれることもある。また中立安定な不動点は構造安定ではない。